# Копець (Великопольське воєводство)
Копець (пол. Kopeć) — село в Польщі, у гміні Ґрабув-над-Просною Остшешовського повіту Великопольського воєводства.
У 1975-1998 роках село належало до Каліського воєводства.